# Tim Berners-Lee

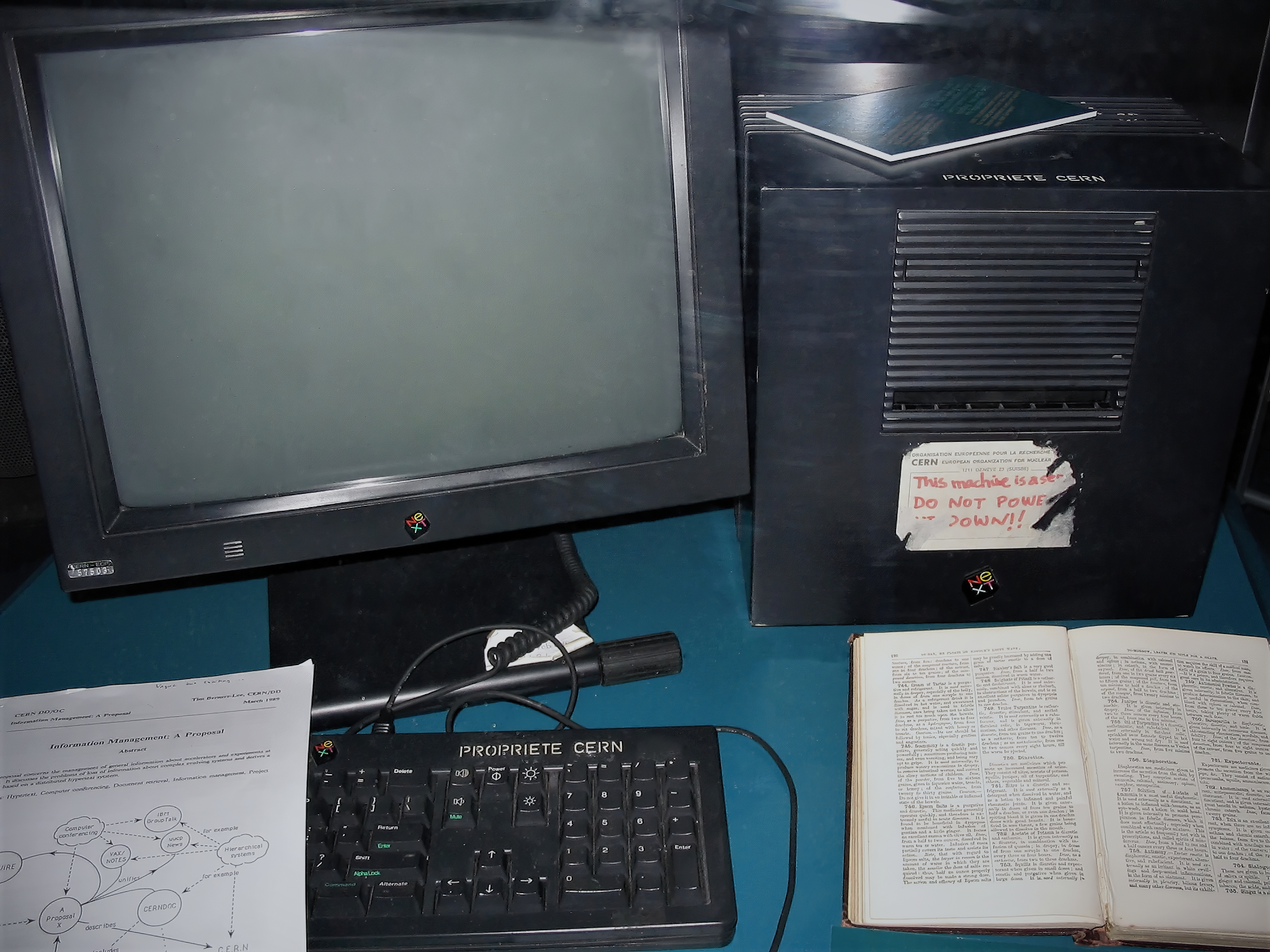
Den dator som Tim Berners–Lee använde som den första webbservern på CERN

Timothy John "Tim" Berners-Lee, född 8 juni 1955 i London i England, är skaparen av World Wide Web, en teknik som skapade förutsättningar för en bredare användning av Internet, och chef för World Wide Web Consortium.

## Tidig karriär
Tim Berners-Lee tog kandidatexamen i fysik vid Queen's College vid Oxfords universitet i England 1976. Han arbetade därefter med programmering för olika företag innan han blev konsult. Under sex månaders tid 1980 arbetade han som konsult vid CERN, där han för eget bruk skrev ett program kallat Enquire för informationslagring och associering, vilket blev grunden till den idé som skulle utvecklas till att bli World Wide Web.
Efter några års arbete på annat håll antog Berners-Lee 1984 en forskartjänst vid CERN för att arbeta med distribuerade realtidssystem för systemhantering och inhämtning av data.

## World Wide Web
Året 1989 lade Tim Berners-Lee fram ett förslag till ett globalt hypertextprojekt, World Wide Web, baserat på Enquire. Projektet inleddes följande år och var avsett att möjliggöra samarbete och kunskapsutbyte via ett nätverk av hypertextdokument. Den 20 december 1990 skapade han den första webbplatsen, en sida om CERN. Den 6 augusti 1991 gjorde han sidan och webben tillgänglig för allmänheten genom att berätta om sin skapelse i offentliga nyhetsgrupper.  I april 1993 beslöt CERN att släppa rättigheterna till WWW fria. Detta satte fart på webbens spridning och systemet kom att spridas över hela världen.
Berners-Lee skrev även den första webbservern och den första webbläsaren (klienten; för Nextstep), som gjorde det möjligt att surfa runt mellan de fåtal webbsidor som då existerade. Den kunde både visa och redigera hypertext. 
Berners-Lee fortsatte att arbeta med att förbättra de kommunikationsprotokoll och standarder som användes. 1994 grundade han World Wide Web Consortium vid laboratoriet för datavetenskap vid Massachusetts Institute of Technology, och han har varit chef för konsortiet sedan dess grundande. 1999 blev han styrelseledamot vid laboratoriet, där han också har en tjänst som forskare.
Han har skrivit boken Weaving the Web om webbens historia, nutid och framtid.

## Erkännanden
Tim Berners–Lee har erhållit en mängd honorärtitlar och utmärkelser för sitt livsverk. År 1997 blev han Officer i Brittiska Imperieorden. År 2000 erhöll han Royal Medal. I april 2004 tilldelades han som första mottagare det finländska priset Millennium Technology Prize på en miljon euro av president Tarja Halonen. Den 16 juli samma år blev han dubbad till riddare (Knight Commander, den näst högsta graden i Brittiska Imperieorden) av drottning Elizabeth II.
Han är ledamot i British Computer Society, IEEE och American Academy of Arts and Sciences. Han blev Fellow of the Royal Society 2001. Han har hederstitlar från Parsons School of Design i New York, Southampton University, Essex University, Southern Cross University, Open University, Columbia University, Oxford University och University of Port Elizabeth. År 2002 röstades han fram av den brittiska allmänheten till en av de 100 främsta britterna genom tiderna i en undersökning utförd av BBC. Han utsågs också till årets britt 2004. Time Magazine har utsett honom till en av 1900-talets 100 mest inflytelserika personer.  2012 hedrades han som uppfinnaren bakom "World Wide Web" vid invigningen av de Olympiska Spelen i London. År 2016 tilldelades han Turingpriset.
Asteroiden 13926 Berners-Lee är uppkallad efter honom.

### Utmärkelser
- Prix Ars Electronica,  1995
- ACM Software System Award, för webben, med  Robert Cailliau,  1995[22]
- IET Mountbatten Medal,  1996
- W. Wallace McDowell Award,  1996[23]
- IEEE Koji Kobayashi Computers and Communications Award, för webben,  1997[24]
- Officer av Brittiska imperieorden[25]
- Dennis Gabor Medal and Prize,  1997[26]
- Kilgerran Prize,  1998[27]
- MacArthur Fellows Program,  1998
- Eduard-Rhein-teknologiprisen,  1998
- EFF Award,  2000[28]
- Paul Evan Peters Award,  2000[29]
- Royal Medal,  2000
- Sir Frank Whittle Medal,  2001
- Fellow of the Royal Society,  2001
- Japanpriset,  2001
- Albert-medaljen,  2002
- Prinsessan av Asturiens pris för teknisk och vetenskaplig forskning, med  Bob Kahn, Lawrence Roberts och Vint Cerf,  2002[30]
- Bodleymedaljen,  2002[31]
- Marconi-priset,  2002
- Computer History Museum fellow,  2003
- Kommendör av 1 klass av Brittiska imperieorden,  2004[32]
- Millenniumpriset för teknologi,  2004[33][34]
- Quadriga,  2005
- President's Medal,  2006[35]
- Lovelace Medal,  2006[36][37]
- Charles Stark Draper-priset,  2007
- Förtjänstorden,  13 juni 2007[38]
- IEEE Maxwell Award,  2008[39]
- Hedersdoktor vid Universitat Oberta de Catalunya,  2008[40]
- Hedersdoktor vid Universitetet i Liège,  2009[41]
- Royal Designers for Industry,  2009[42]
- UNESCO Niels Bohr-medaljen,  2010
- Hedersdoktor vid Harvard University,  2011[43]
- Internet Hall of Fame,  2012[44]
- Drottning Elizabeth-priset i ingenjörsvetenskap, med  Robert Kahn, Vint Cerf, Louis Pouzin och Marc Andreessen,  2013[45]
- Stadens nyckel,  2014
- OII Lifetime Achievement Award,  2014
- Hedersdoktor vid Yale University,  19 maj 2014[46]
- Terra Mariana-korsets orden, första klass,  4 februari 2015[47]
- Turingpriset,  2016[48][49][50]
- Obedience Award,  2017[51]
- Axel Springer Award,  2017[52]
- ACM Fellow,  2023[53]
- Fellow of the American Academy of Arts and Sciences
- Fellow of the British Computer Society
- Hedersdoktor vid Madrids tekniska universitet
- Fellow of the Royal Society of Arts
- Fellow of the Royal Academy of Engineering
- Hedersdoktor vid Lancaster University

[Redigera Wikidata]